# Federico Carlos Beltrán
Federico Carlos Beltrán (f. 1871) fue un periodista y escritor español del siglo xix.

## Biografía
Periodista, en 1847 y 1848 se dio a conocer, muy joven aún, escribiendo en La Atracción y dirigiendo con Fernando Garrido La Organización del Trabajo. Beltrán, vinculado a movimientos de carácter republicano y socialista, sería también redactor de otras publicaciones periódicas como El Trabajador (1851-1852), El Taller (1853), La Discusión, El Amigo del Pueblo (1868), El Huracán (1869-1870) y El Combate (1870). Autor de una Historia de la guerra de África (1860), falleció en Madrid el 12 de julio de 1871.